# Týr (hudební skupina)

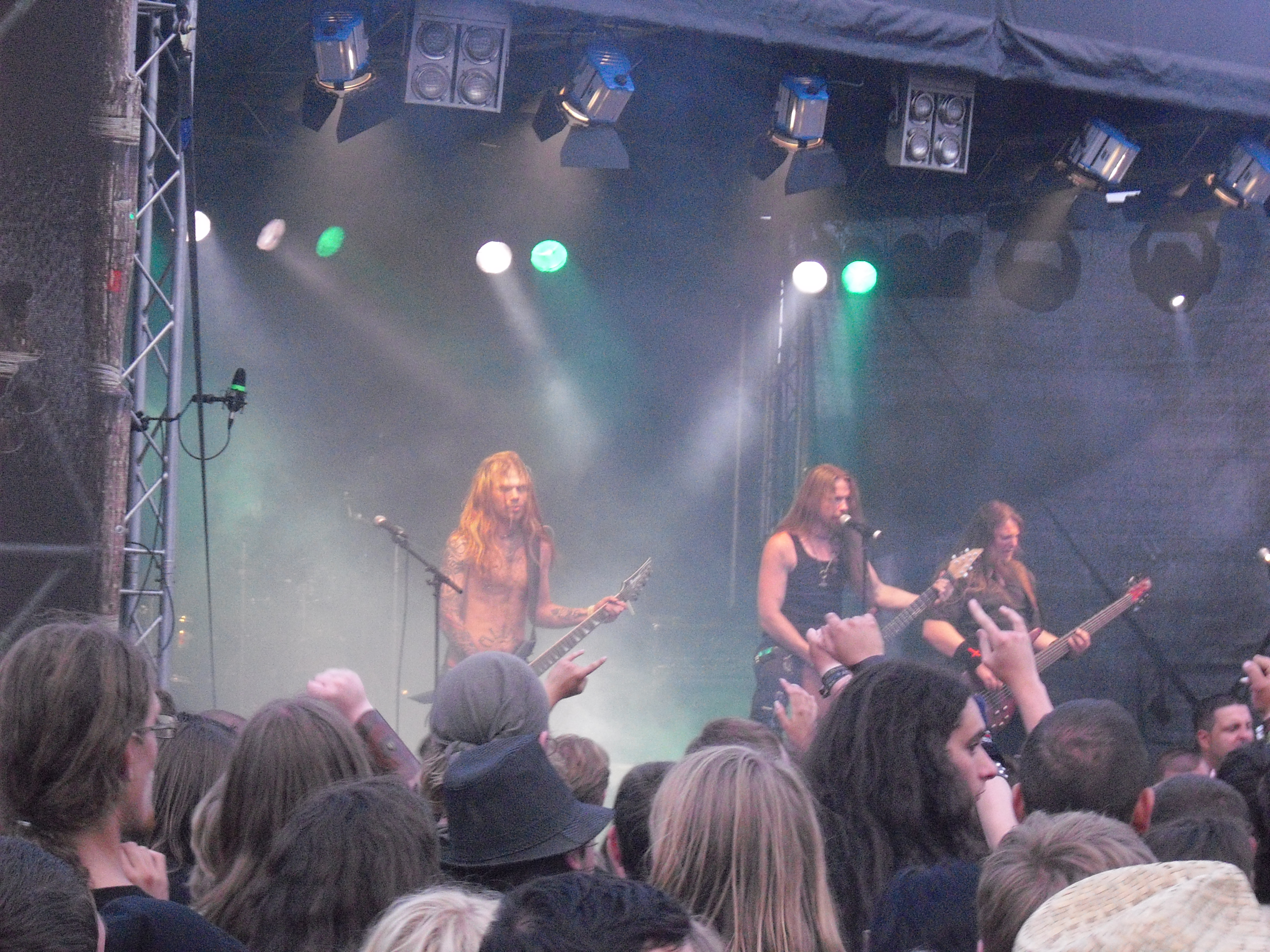
Skupina Týr na festivalu Wacken Open Air v roce 2010

Týr [tʰʊɪːɹ] je heavy/ pagan/ viking metalová skupina z Faerských ostrovů. Převládajícím tématem jejich textů je severská mytologie. Kapela je pojmenovaná podle germánského boha války Týra. Logo je vyobrazeno runami.

## Historie
Zpočátku Heri Joensen a Gunnar H. Thomsen v sedmnácti letech založili skupinu Cruiser, později přejmenovanou na Wolfgang. Během existence kapely nevydali žádné album, nicméně nahráli velké množství skladeb, které jsou podle vyjádření Heriho Joensena připravené k vydání. V roce 1998 se na párty v Kodani potkal s bývalým spoluhráčem Kárim Streymoyem a nabídl mu setkání, aby si „zajamovali“. Po počátečním váhání nabídku přijal a později se k nim přidal baskytarista Gunnar H. Thomsen, taktéž jejich bývalý spoluhráč. V roce 2001 se k triu přidal Terji Skibenæs.

## Diskografie
- How Far to Asgaard (2002)
- Eric the Red (2003)
- Ragnarok (2006)
- Land (2008)
- By the Light of the Northern Star (2009)
- The Lay of Thrym (2011)
- Valkyrja (2013)
- Hel (2019)
- Battle Ballads (2024)

Singly a dema
- Demo (2000)
- Ólavur Riddararós (2002)

Kompilace
- Tutl 25 ár – Live 2002 (2002) (živá nahrávka)
- The Realm of Napalm Records (CD/DVD) (na DVD skladba č. 17 „Regin Smiður“ a č. 18 „Hail to the Hammer“, na CD skladba č. 13 „Regin Smiður“) (2006)
- Black Sails Over Europe (2009) (split album se skupinami Alestorm a Heidevolk)
- The Best Of Napalm Years (2024)